# Андросов, Валерий Владимирович
Вале́рий Влади́мирович Андро́сов (род. 12 февраля 1939, Буй, Костромская область) — советский, российский художник, скульптор; член Союза дизайнеров (1996), Международной Федерации художников ЮНЕСКО (1991), Союза художников России (2007), директор Мытищинской картинной галереи (2007—2012).

## Биография
Родился в городе Буй Костромской области. В 1961 году окончил Пензенское художественное училище имени К. А. Савицкого, в 1969 — отделение интерьера Московского высшего художественно-промышленного училища.
Более 30 лет работал главным художником комбината «Мосстройпластмасс» (Мытищи), возглавлял группу технической эстетики, которая занималась промышленным дизайном. В 2007—2012 годы — директор Мытищинской картинной галереи; руководил формированием коллекции и оформлением залов галереи.
Одновременно в 2005—2010 годы преподавал дизайн интерьера и макетирование в Детской архитектурно-художественной школе «Архимед».
Был одним из инициаторов создания Ассоциации художников г. Мытищи и Мытищинского района Московской области и возглавлял её с 1998 по 2009 год, ныне входит в состав её художественного Совета.

## Творчество
Является автором статей о художниках и их творчестве, опубликованных в газетах «Родники» и «Искусство народов мира» под рубрикой «Этюды о художниках».

### Дизайн интерьеров
Является автором внедрённых в производство рисунков на отделочные материалы, выпускаемые комбинатом «Мосстройпластмасс», а также художественного оформления интерьеров различного назначения:
- на производстве «Стройпластмасс»
- Дворца культуры Стройпластмасса (1975—1977, ныне районный Дворец молодёжи)
- подшефных детских учреждений (1980-е годы)
- залов Мытищинской картинной галереи (2003—2007)[2].

### Памятники
В 1993 году создал памятник погибшим в Великой Отечественной войне (скульптурную часть проекта выполнил художник О. С. Кирюхин). Это один из значительных памятников в городе Мытищи по своим архитектурным и пластическим решениям.
В 2001 году проекты памятника «Погибшим в региональных войнах» заняли 2-е и 3-е места.
В 2004—2008 годы работал над памятником «Подвигу лётчиков Мытищинского аэроклуба», его проект занял 1-е место на конкурсе в 2006 году; памятник был открыт в сентябре 2008 года.

### Живопись, графика
Пишет пейзажи, натюрморты, портреты. Последние работы можно отнести к фантазийным.
Создал большую коллекцию экслибрисов, графически чётких и точных, отражающих суть занятий и личности владельцев книг.

### Выставки
Участник городских выставок.
персональные выставки
- 2003, Картинная галерея г.о. Красноармейск (Московская область)[5]
- 2010, Мытищинская картинная галерея[6]
- 2011, Мытищинская картинная галерея (более 250 работ: рисунки, дизайнерские работы, роспись по ткани, керамика, объёмно-пространственные композиции, фотографии, пейзажи, натюрморты, портреты)[2]

Работы В. В. Андросова представлены в галерее города Красноармейск (Московская область).

## Награды
- медаль «Ветеран труда»
- медаль «В память 850-летия Москвы»
- Почётные грамоты Главы Мытищинского муниципального района, Совета депутатов.